# 奥林康司
奥林 康司（おくばやし こうじ、1944年1月23日 - ）は、日本の経営学者。学位は、経営学博士（論文博士・1978年）（学位論文「人事管理の研究」）。神戸大学名誉教授。

## 略歴
兵庫県佐用郡生まれ。1966年神戸大学経営学部卒業。1968年同大学院経営学研究科修士課程修了、1978年「人事管理の研究」で経営学博士の学位を取得。1969年神戸大学経営学部助手、1972年講師、1975年助教授、1986年教授、2008年定年退官、名誉教授、摂南大学教授、大阪国際大学副学長、同グローバルビジネス学部長、同教授。放送大学客員教授、日本学術会議連携会員。2025年、瑞宝中綬章受章。

## 著書
- 『人事管理学説の研究』神戸大学研究双書刊行会 1975
- 『労働の人間化・その世界的動向』有斐閣選書 1981
- 『働きやすい組織』日本労働研究機構 労働通信教育講座 専門<労務管理>コース 1999
- 『旧ソ連邦の労働』中央経済社 2005

### 共編著
- 『労務管理入門』石井修二,岩出博共著 有斐閣新書 1978
- 『経営参加の思想』大橋昭一、奥田幸助共著 有斐閣新書 1979
- 『ME技術革新下の日本的経営』編著 中央経済社 1988
- 『日本労務管理史 第2巻.年功制』原田実共編著 中央経済社 日本労務学会経営労働双書 1988
- 『ME(マイクロエレクトロニクス)技術革新下の労働』石井修二共編著 中央経済社 労務管理の最先端 1989
- 『現代の労務管理』吉田和夫共編著 ミネルヴァ書房 1991
- 『柔構造組織パラダイム序説 新世代の日本的経営』竹林明,上林憲雄,庄村長,森田雅也共著 文真堂 1994
- 『成功する人事労務管理システムの開発 フィールド・スタディ』編著 中央経済社 1994
- 『ME技術革新下の日本的経営』編著 中央経済社 1995
- 『変革期の人的資源管理』編著 中央経済社 1995
- 『組織管理』編著 日本労働研究機構 労働通信教育講座 専門<労務管理>コース 1997
- 『海道進先生喜寿記念論文集 現代の企業システム 経営と労働』編著 税務経理協会 2000
- 『現代の企業システム 経営と労働』編著 税務経理協会 2000
- 『現代労務管理の国際比較』今井斉,風間信隆共編著 ミネルヴァ書房 叢書現代経営学 2000
- 『NPOと経営学』稲葉元吉,貫隆夫共編著 中央経済社 経営学のフロンティア 2002
- 『環境問題と経営学』貫隆夫, 稲葉元吉共編著 中央経済社 経営学のフロンティア 2003
- 『経営学』佐々木弘共編著 放送大学教育振興会 2003
- 『成果と公平の報酬制度』編著 中央経済社 シリーズ人的資源を活かせるか 2003
- 『入門人的資源管理』編著 中央経済社 2003
- 『キャリア開発と人事戦略』平野光俊共編著 中央経済社 2004
- 『情報技術革新と経営学』稲葉元吉,貫隆夫共編著 中央経済社 経営学のフロンティア 2004
- 『フラット型組織の人事制度』平野光俊共編著 中央経済社 2004
- 『経営学入門』佐々木弘,原田順子共編著 放送大学教育振興会 2007
- 『経験から学ぶ経営学入門』上林憲雄,團泰雄,開本浩矢, 森田雅也,竹林明共著 有斐閣ブックス　2007
- 『官民の人的資源論』原田順子共編著 放送大学教育振興会 2009
- 『入門人的資源管理 第2版』上林憲雄, 平野光俊共編著 中央経済社 2010
- 『人的資源管理 社会経営科学プログラム』原田順子共編著 放送大学教育振興会 2014
- 『多様な人材のマネジメント』平野光俊共編著 中央経済社 2014

### 翻訳
- ヨーロッパ産業民主主義国際研究グループ『ヨーロッパの労使関係』石井修二、宮坂純一、佐護誉、大谷真忠、菊野一雄共訳 有斐閣選書R 1984

## 論文
- <奥林康司